# Deeds of Flesh
Deeds of Flesh — музыкальный дэт-метал-коллектив из Калифорнии, образованный в 1993 гитаристом Эриком Линдмарком и басистом Джейкоби Кингстоном. В течение 1990-х сцене Калифорнии преобладала наряду с другими тяжёлыми брутал-дэт и дэтграйнд коллективами: Vile, Impaled, Disgorge, Exhumed, Terrorizer. Deeds of Flesh владеют собственным лейблом Unique Leader Records.

## История группы
Группа образовалась в 1993 году и состояла из 3 человек: барабанщика Джоуи Хислета, гитариста/вокалиста Эрика Линдмарка и басиста Джейкоби Кинстона. Коллектив выпустил своими силами EP Gradually Melted в том же году. Затем группа подписывает контракт с Repulse Records и записывает дебютный альбом Trading Pieces, выдержанный в стиле брутального дэт-метала. Он вышел в 1996 году.
В 1998 году группа меняет направление: теперь группа исполняет более техничный и структурированный метал, что и отразилось в альбоме Inbreeding the Anthropophagi. Альбом является частично концептуальным и основан на истории клана Соуни Бина.
В 1999 году группа теряет контракт с Repulse Records. Попытки найти новый лейбл группа вскоре забросила, и в итоге группа решает основать свой лейбл — Unique Leader Records, ориентированный на дэт-металлическую музыку. На нем группа издаёт свой альбом Path of the Weakening, продолжающий тенденции, начатые на предыдущей пластинке. В это же время группа теряет оригинального барабанщика Джоуи Хинслета и меняет нескольких гитаристов за 2 года. Группа вскоре снова становится трио. Группа записала три следующих альбома — Mark of the Legion, Reduced to Ashes и Crown of Souls — без изменений в составе. В конце 2007 года основатель группы Джейкоби Кигстон решил приостановить музыкальную карьеру и мирно ушёл из группы, его заменил Эрленд Касперсен. В 2012 году Эрик Линдмарк попал в больницу из-за тендинита, что послужило причиной временного концертного перерыва группы. В 2013 году вышел девятый альбом группы, Portal to Canaan.
29 ноября 2018 года в возрасте 46 лет основатель Deeds Of Flesh Эрик Линдмарк скончался из-за последствий неназванного вида склероза. Для того, чтобы закончить десятый альбом группы Nucleus и сохранить группу, в коллектив вернулся его сооснователь Джейкоби Кингстон. Альбом вышел 11 декабря 2020 года. В записи участвовало множество знаменитых дэт-металлических музыкантов в качестве гостевых участников, включая таких, как Джон Гэллегер из Dying Fetus, Джордж «Corpsegrinder» Фишер, Билл Робинсон из Decrepit Birth и другие.

## Дискография
- 1995 — Gradually Melted EP
- 1996 — Trading Pieces[англ.]
- 1998 — Inbreeding the Anthropophagi[англ.]
- 1999 — Path of the Weakening[англ.]
- 2001 — Mark of the Legion[англ.]
- 2003 — Reduced to Ashes[англ.]
- 2005 — Crown of Souls[англ.]
- 2005 — Live in Montreal (концертный альбом)
- 2008 — Of What's to Come
- 2013 — Portal to Canaan
- 2020 — Nucleus

## Состав
- Джейкоби Кингстон — вокал (1993-2007, с 2020), бас-гитара (1993-1998, 1998-2007, с 2020)
- Майк Хэмилтон — ударные (1999-2016; с 2021)
- Крэйг Питерс — гитара (с 2011)
- Айван Мангайа — бас-гитара (2007-2021), гитары (с 2021)

### Бывшие участники
- Эрик Линдмарк – ведущий вокал, гитары (1993–2018) (умер в 2018)
- Джои Хислет – ударные (1993–1996, 1998–1999)
- Брэдли Палмер – ударные (1996–1998)
- Родерик Уильямс-младший – гитара (1998)
- Дерек Бойер – бас-гитара (1998)
- Джимми Ткач – гитара (1998–1999)
- Джаред Дивер – гитара (1999–2001)
- Шон Саутерн – гитара (2005–2011)
- Эленд Касперсен – бас-гитара (2007–2012)
- Кори Атос – вокал (2011–2012)
- Даррен Цеска – ударные (2016–2021)